# Kardynałowie z nominacji Urbana VI
Papież Urban VI (1378–1389), pierwszy papież okresu wielkiej schizmy zachodniej, mianował prawdopodobnie 44 nowych kardynałów, z czego jednak aż pięciu przeszło do obediencji antypapieża Klemensa VII (w tym czterech przyjęło od antypapieża powtórne nominacje), a ośmiu innych zostało przez niego deponowanych z urzędu (w tym pięciu następnie kazał stracić). Ponadto co najmniej ośmiu innych duchownych odmówiło przyjęcia godności kardynalskiej z jego rąk, a jeden zmarł krótko przed ogłoszeniem nominacji, która tym samym nie doszła do skutku.

## Konsystorz 18 września 1378
1. Tommaso da Frignano OFM, patriarcha Grado – kardynał prezbiter Ss. Nereo ed Achilleo, następnie kardynał biskup Tusculum (30 maja 1380), zm. 19 listopada 1381.
2. Pileo di Prata, arcybiskup Rawenny – kardynał prezbiter S. Prassede, następnie kardynał biskup Tusculum (1385)[1], kardynał prezbiter S. Prisca w obediencji awiniońskiej (tytuł nadany w czerwcu 1387)[2], ponownie kardynał biskup Tusculum w obediencji rzymskiej (13 lutego 1391)[3], zm. 1400.
3. Francesco Moricotti, krewny papieża, arcybiskup Pizy  – kardynał prezbiter S. Eusebio (tytuł nadany w listopadzie 1378), następnie kardynał biskup Palestriny (ok. 1383), zm. 6 lutego 1394.
4. Luca Rodolfucci de Gentili, biskup Nocery – kardynał prezbiter S. Sisto, zm. 18 stycznia 1389.
5. Andrea Bontempi Martini, biskup Perugii – kardynał prezbiter Ss. Marcellino e Pietro, zm. 16 lipca 1390.
6. Bonaventura Badoer OESA, generał zakonu augustianów – kardynał prezbiter S. Cecilia, zm. 10 lipca 1381
7. Niccolò Caracciolo Moschino OP, krewny papieża, inkwizytor Sycylii – kardynał prezbiter S. Ciriaco alle Terme, zm. 29 lipca 1389.
8. Filippo Carafa della Serra, archidiakon Bolonii – kardynał prezbiter Ss. Silvestro e Martino (tytuł nadany w 1379), zm. 22 maja 1389
9. Galeotto Tarlati de Petramala – kardynał diakon S. Agata in Suburra[4]; następnie (1387) kardynał diakon S. Giorgio in Velabro w obediencji awiniońskiej (tytuł nadany 4 maja 1388), zm. 8 lutego 1398
10. Giovanni d’Amelia, arcybiskup Korfu, regens Penitencjarii Apostolskiej – kardynał prezbiter S. Sabina; pozbawiony urzędu w styczniu 1385, stracony w grudniu 1386
11. Filippo Ruffini OP, biskup Tivoli – kardynał prezbiter S. Susanna, zm. 1381 (?)
12. Poncello Orsini, biskup Aversy – kardynał prezbiter S. Clemente, zm. 2 lutego 1395.
13. Bartolomeo Mezzavacca, biskup Rieti – kardynał prezbiter S. Marcello (tytuł nadany w 1379); pozbawiony urzędu 15 października 1383, następnie zrehabilitowany jako kardynał prezbiter Ss. Silvestro e Martino (18 grudnia 1389), zm. 29 lipca 1396
14. Renoul de Monteruc, biskup Sisteron – kardynał prezbiter S. Pudenziana, zm. 15 sierpnia 1382.
15. Gentile di Sangro – kardynał diakon S. Adriano; pozbawiony urzędu w styczniu 1385, stracony w grudniu 1386
16. Philippe d’Alençon, tytularny patriarcha Jerozolimy – kardynał prezbiter S. Maria in Trastevere (tytuł nadany w styczniu 1379), następnie kardynał biskup Sabiny (1380), kardynał biskup Ostia e Velletri (1387), zm. 16 sierpnia 1397
17. Jan Očko z Vlašimi, arcybiskup Pragi – kardynał prezbiter Ss. XII Apostoli (tytuł nadany w 1379), zm. 14 stycznia 1380
18. Guglielmo Sanseverino, arcybiskup Salerno – kardynał prezbiter S. Eusebio, zm. w listopadzie 1378
19. Eleazario da Sabrano, biskup Chieti – kardynał prezbiter S. Balbina, zm. 25 sierpnia 1379
20. Dömötör, arcybiskup Ostrzyhomia – kardynał prezbiter Ss. IV Coronati (tytuł nadany w 1379), zm. 20 lutego 1387
21. Agapito Colonna, biskup Lizbony – kardynał prezbiter S. Prisca, zm. 11 października 1380
22. Ludovico Capice, krewny papieża – kardynał diakon S. Maria Nuova, zm. 1380.
23. Giovanni Fieschi, biskup Vercelli – kardynał prezbiter S. Marco (tytuł nadany w lutym 1379), zm. 1381 (?)
24. Stefano Colonna, prepozyt St.-Omer – kardynał diakon bez tytułu, zm. 1378
25. Gautier Gómez de Luna, biskup Placencii – kardynał prezbiter bez tytułu[5], następnie kardynał prezbiter Ss. Giovanni e Paolo w obediencji awiniońskiej (tytuł nadany 27 maja 1382) i kardynał biskup Sabiny (1390), zm. 13 stycznia 1391.
26. Stefano Sanseverino, protonotariusz apostolski – kardynał diakon S. Nicola in Carcere; zrzekł się tytułu kardynalskiego w maju 1380 i przeszedł do obediencji awiniońskiej, zm. ok. 1380

Trzech duchownych odmówiło przyjęcia nominacji kardynalskich ogłoszonych dla nich na tym konsystorzu:
- Leonardo Rossi da Giffoni OFM
- Pierre-Raymond de Barrière CRSA, biskup Autun
- William Courtenay, biskup Londynu

Rossi i de Barrière uznali antypapieża Klemensa VII i od niego przyjęli nominację kardynalską.

## Konsystorz 21 września 1381
1. Adam Easton OSB – kardynał prezbiter S. Cecilia; pozbawiony urzędu w styczniu 1385, następnie ponownie kardynał prezbiter S. Cecilia (18 grudnia 1389), zm. 15 września 1397
2. Ludovico de S. Martino di Venezia OFM, generał zakonu franciszkanów – kardynał prezbiter S. Marco; pozbawiony urzędu w styczniu 1385, stracony w grudniu 1386

## Konsystorz 21 grudnia 1381
1. Bartolomeo da Cogorno OFM – kardynał prezbiter S. Lorenzo in Damaso; pozbawiony urzędu w styczniu 1385, stracony w grudniu 1386
2. Pietro Tomacelli, krewny papieża, protonotariusz apostolski – kardynał diakon S. Giorgio in Velabro, następnie kardynał prezbiter S. Anastasia (ok. 1387), Papież Bonifacy IX (2 listopada 1389), zm. 1 października 1404
3. Landolfo Maramaldo, arcybiskup elekt Bari – kardynał diakon S. Nicola in Carcere; pozbawiony urzędu ok. 1387, następnie ponownie kardynał diakon S. Nicola in Carcere (18 grudnia 1389)[6], zm.  16 października 1415

## Nominacje ok. 1382
1. Tommaso Orsini, krewny papieża – kardynał diakon S. Maria in Domnica, zm. 10 lipca 1390
2. Francesco Renzio, krewny papieża – kardynał diakon S. Eustachio, zm. 27 września 1390
3. Guglielmo de Altavilla, arcybiskup Salerno – kardynał diakon S. Maria in Cosmedin, następnie kardynał prezbiter S. Stefano al Monte Celio (ok. 1383), zm. 23 lipca 1389

## Nominacja w 1383
1. Marino Giudice, krewny papieża, kamerling, arcybiskup Tarentu – kardynał prezbiter S. Pudenziana; pozbawiony urzędu w styczniu 1385, stracony w grudniu 1386

## Konsystorz 17 grudnia 1384
1. Stefano Palosio, biskup Todi – kardynał prezbiter S. Marcello (tytuł nadany w styczniu 1385), zm. 24 kwietnia 1396.
2. Bálint Alsáni, biskup Pécs –  kardynał prezbiter S. Sabina (tytuł nadany ok. 1386), zm. 19 listopada 1408.
3. Angelo Acciaioli, biskup Florencji – kardynał prezbiter S. Lorenzo in Damaso (tytuł nadany 20 listopada 1385), kardynał biskup Ostia e Velletri (12 czerwca 1405)[7], zm. 31 maja 1408
4. Francesco Carbone OCist, biskup Monopoli, krewny papieża – kardynał prezbiter S. Susanna (tytuł nadany 20 listopada 1385), kardynał biskup Sabiny (12 czerwca 1405), zm. 18 czerwca 1405
5. Marino Bulcani, krewny papieża, subdiakon papieski – kardynał diakon S. Maria Nuova (tytuł nadany 20 listopada 1385), zm. 8 sierpnia 1394
6. Rinaldo Brancaccio, krewny papieża, papieski akolita – kardynał diakon Ss. Vito e Modesto (tytuł nadany 20 listopada 1385)[8], zm. 27 marca 1427
7. Francesco Castagnola – kardynał diakon bez tytułu, zm. 15 listopada 1385.
8. Ludovico Fieschi, biskup elekt Vercelli – kardynał diakon S. Adriano (tytuł nadany w styczniu 1385)[9] zm. 3 kwietnia 1423
9. Angelo d’Anna de Sommariva OSBCam – kardynał diakon S. Lucia in Septisolio (tytuł nadany w styczniu 1385), kardynał prezbiter S. Pudenziana (1404?)[10] kardynał biskup Palestriny (23 września 1412), zm. 21 lipca 1428

Co najmniej pięciu duchownych: Wacław II legnicki, biskup Wrocławia; Adolf von Nassau, arcybiskup Moguncji; Friedrich von Saarwerden, arcybiskup Kolonii; Kuno von Falkenstein, arcybiskup Trewiru; oraz Arnold von Hoorn OFM, biskup Utrechtu, odmówiło przyjęcia nominacji kardynalskich ogłoszonych na tym konsystorzu. Z kolei Peter von Rosenberg, prepozyt praski, zmarł kilka tygodni przed konsystorzem, który odbył się zanim Urban VI dowiedział się o jego śmierci.